# Ángel Juan Fernández Ayala
Ángel Juan Fernández Ayala (Potes, Liébana, Cantàbria 27 de novembre de 1917 - 24 d'abril de 1957), àlies Juanín, fou un històric guerriller i maquis càntabre.

## Biografia
Pertanyia a una família humil, els seus pares José i Paula el batejaren a l'església de Sant Vicente, pel rector Don Cecilio. Amb pocs anys es trasllada al costat de la seva família a Vega de Liébana. Als onze anys, el 1928, a causa de la malaltia del seu pare i a les penúries econòmiques de la família comença a treballar. L'any 1934 amb 17 anys s'inscriu com a militant en les Joventuts Socialistes Unificades coincidint amb un altre històric militant anomenat Lorenzo Sierra.

### Alçament militar i Guerra Civil
Després de l'alçament de 1936 s'inscriu en Santander en l'oficina de reclutament com a voluntari del front republicà en la Guerra Civil Espanyola. Passa a formar part de les milícies republicanes ingressant en el "Batalló Ochandía". En el front participa en diferents combats demostrant gran valor.
En el mes d'agost de 1937 en plena retirada de les seves posicions després de la caiguda de la llavors província de Santander a les mans de les tropes nacionals, coincideix amb Segundo Bascones que es convertiria en el seu cunyat en casar-se amb la seva germana María. Junts s'embarquen en un vaixell que els condueix a la rodalia de Ribadesella per unir-se al front asturià. Juanín torna a La Vega lliurant-se a les forces nacionals. Se l'acusa entre altres coses d'haver incendiat i dinamitat el 31 d'agost de 1937 a la localitat de Potes.
Després de lliurar-se és traslladat a Santander, on és processat per un Consell de Guerra i condemnat a mort. En aquest estat Juanín demana ajuda al seu germà José, camisa vella de Falange. José intercedeix per ell i la pena és commutada per 12 anys de presó.

### Postguerra
Compleix condemna a la presó de Tabacalera i a la provincial de Santander. El 1941 se'l trasllada a la presó de Portacoeli a València. El 1943, gràcies a una amnistia queda en llibertat vigilada. Després de quedar lliure el 1943 torna a Potes per treballar al Patronat de Regions Devastades. En estar en llibertat vigilada ha de personar-se a la caserna de la Guàrdia Civil setmanalment. En estar encara en contacte amb activistes polítics moltes de les visites acaben en tortures per intentar treure-li informació sobre el Socors Roig Internacional.

### Popular guerriller
Després d'aquestes pallisses decideix demanar destinació en el Salt del Nansa per espaiar les seves visites, per això demana ajuda a la seva mare -cuinera en la caserna- però li és denegat el trasllat. El 22 de juliol de 1943 surt del poble en direcció a les muntanyes cansat de rebre pallisses. A la muntanya s'uneix i incorpora a la Brigada Machado, dirigida per Ceferino Roiz de malnom el Machado. Durant un temps roman juntament amb els maquis Lorenzo Sierra, Manjón, Pedrín, Santiago Rey i Hermenegildo Campo (sobrenomenat Gildo). Molts dels seus companys moriran en diferents enfrontaments amb la Guàrdia Civil, uns altres seran capturats i uns pocs, els més afortunats, aconseguiran exiliar-se a França.
Entra en contacte amb la família Noriega de Canales gràcies a la trobada casual amb Pedro Noriega, fill d'Ángel Noriega company de Juanín a la presó de Tabacalera. En aquest moment la casa de la família Noriega passa a ser un amagatall per als guerrillers, a més d'ajudar-los logísticament i servint d'enllaços amb altres maquis. Pedro Noriega es casa amb Avelina Fernández, germana de Juanín. Finalment aquesta col·laboració es desfà en ser detinguts la família Noriega per ajudar els guerrillers el 1952.
El 1952 queda a la muntanya amb l'única companyia de Paco Bedoya, fins que el 1957 tots dos perden la vida. El 24 d'abril de 1957 Juan Fernández Ayala perd la vida en el lloc conegut com "La Curva del Molino" d'un tret del Guàrdia Civil A. Leopoldo Rollán. Paco Bedoya moriria més tard, el desembre del mateix any, després d'un parany tendit per membres de la Brigada Político-Social de complicitat amb el seu cunyat San Miguel.
Les vides, les incògnites i les diferents històries que s'han explicat sobre Juan Fernández Ayala (Juanín) i el seu company Francisco Bedoya (Paco Bedoya), van ser recopilades i plasmades en l'obra "Juanín y Bedoya. Los últimos guerrilleros" (2007) escrita per l'investigador càntabre Antonio Brevers.